# فرودگاه کیسی
فرودگاه کیسی (به انگلیسی: Kisii Airport) یک فرودگاه همگانی، غیرنظامی است که یک باند فرود آسفالت دارد و طول باند آن ۸۲۰ متر است. این فرودگاه در شهر کیسی، کنیا کشور کنیا قرار دارد و در ارتفاع ۱۴۹۳ متری از سطح دریا واقع شده است.